# New Mexico Thunderbirds 2010-2011
La stagione 2010-11 dei New Mexico Thunderbirds fu la 10ª nella NBA D-League per la franchigia.
I New Mexico Thunderbirds arrivarono noni nella Western Conference con un record di 20-30, non qualificandosi per i play-off.

## Roster
| N° | Naz.                    | Ruolo | Sportivo           | Anno | Alt. | Peso |
| -- | ----------------------- | ----- | ------------------ | ---- | ---- | ---- |
| 10 | Stati Uniti (bandiera)  | G     | Dar Tucker         | 1988 | 193  | 93   |
| 11 | Stati Uniti (bandiera)  | GA    | Alan Anderson      | 1982 | 198  | 100  |
| 11 | Sierra Leone (bandiera) | G     | Abdulai Jalloh     | 1986 | 188  | 86   |
| 12 | Stati Uniti (bandiera)  | G     | Jason Horton       | 1986 | 188  | 86   |
| 12 | Stati Uniti (bandiera)  | A     | Jamine Peterson    | 1988 | 198  | 102  |
| 15 | Stati Uniti (bandiera)  | A     | Shane Edwards      | 1987 | 201  | 99   |
| 17 | Stati Uniti (bandiera)  | G     | Nik Raivio         | 1986 | 193  | 91   |
| 18 | Stati Uniti (bandiera)  | G     | Stephen McDowell   | 1985 | 183  | 82   |
| 19 | Stati Uniti (bandiera)  | A     | Anthony Richardson | 1983 | 203  | 102  |
| 21 | Stati Uniti (bandiera)  | G     | Dominique Coleman  | 1984 | 191  | 88   |
| 21 | Stati Uniti (bandiera)  | GA    | J.R. Giddens       | 1985 | 196  | 95   |
| 22 | Stati Uniti (bandiera)  | A     | Josh Bostic        | 1987 | 196  | 104  |
| 23 | Nigeria (bandiera)      | C     | Idong Ibok         | 1985 | 211  | 118  |
| 24 | Stati Uniti (bandiera)  | A     | Marcus Hubbard     | 1983 | 206  | 107  |
| 24 | Stati Uniti (bandiera)  | G     | Alex Zampier       | 1988 | 191  | 83   |
| 32 | Stati Uniti (bandiera)  | A     | Daniel Orton       | 1990 | 208  | 116  |
| 34 | Stati Uniti (bandiera)  | C     | Tyler Hughes       | 1984 | 211  | 109  |
| 41 | Stati Uniti (bandiera)  | AC    | Mike Davis         | 1986 | 211  | 116  |
| 42 | Stati Uniti (bandiera)  | C     | James Cripe        | 1984 | 213  | 120  |
| 42 | Stati Uniti (bandiera)  | A     | Walter Sharpe      | 1986 | 206  | 113  |
|    | Stati Uniti (bandiera)  | GA    | Gerard Anderson    | 1987 | 198  | 95   |
|    | Stati Uniti (bandiera)  | A     | Kevin Lyde         | 1980 | 208  | 118  |

## Staff tecnico
- Allenatore: Darvin Ham
- Vice-allenatore: Sean Rooks